# 波蘭—俄羅斯邊界
波兰-俄罗斯边界是波兰和俄罗斯飛地加里宁格勒州之间的國界線。波蘭-俄羅斯邊界全长232（144英里）。目前的边界位置和长度是在第二次世界大战結束後确定的。 2004年起波蘭-俄羅斯邊界成为欧盟和獨立國家聯合體边界的一部分。　
2023年4月，波蘭在波蘭-俄羅斯邊界开建边境墙，边境墙由超过3000个摄像头和200公里的传感电缆组成。10月13日，边境墙啟用。